# Puig de Ruc
El Puig de Ruc és una muntanya de 1.199 metres que es troba al municipi de Molló, a la comarca catalana del Ripollès.